# Isoperla denningi
Isoperla denningi is een steenvlieg uit de familie Perlodidae. De wetenschappelijke naam van de soort is voor het eerst geldig gepubliceerd in 1955 door Jewett.